# Сказка о Прыгуне и Скользящем
Сказка о Прыгуне и Скользящем — второй альбом группы «Пилот», выпущен в 2001 году. В начале каждой песни можно услышать чтение основных моментов произведения «Сказка о Прыгуне и Скользящем» Ильи Чёрта в исполнении Юрия Шевчука, Марии Нефёдовой и участников группы.
Произведение «Сказка о Прыгуне и Скользящем» также послужило основой спектакля.

## Список композиций
| №                   | Название                       | Длительность |
| ------------------- | ------------------------------ | ------------ |
| 1.                  | «Эпизод 1»                     | 1:23         |
| 2.                  | «Белый снег»                   | 2:31         |
| 3.                  | «Эпизод 2»                     | 0:37         |
| 4.                  | «Хорошо и тихо»                | 1:26         |
| 5.                  | «Эпизод 3»                     | 1:00         |
| 6.                  | «Тюрьма»                       | 2:02         |
| 7.                  | «Эпизод 4»                     | 0:51         |
| 8.                  | «Горько»                       | 3:48         |
| 9.                  | «Эпизод 5»                     | 1:19         |
| 10.                 | «Дом на реке»                  | 2:41         |
| 11.                 | «Эпизод 6»                     | 0:57         |
| 12.                 | «$100»                         | 5:09         |
| 13.                 | «Эпизод 7»                     | 1:07         |
| 14.                 | «Девочка весна»                | 2:43         |
| 15.                 | «Эпизод 8»                     | 1:23         |
| 16.                 | «Братишка»                     | 2:21         |
| 17.                 | «Эпизод 9»                     | 1:36         |
| 18.                 | «Кровь»                        | 3:31         |
| 19.                 | «Эпизод 10»                    | 1:19         |
| 20.                 | «Химия (акустический вариант)» | 3:40         |
| 21.                 | «Эпизод 11»                    | 1:10         |
| 22.                 | «Зима в Муммидоле»             | 3:45         |
| 23.                 | «Эпизод 12»                    | 1:56         |
| 24.                 | «Дверь в тёмную комнату»       | 1:42         |
| 25.                 | «Эпизод 13»                    | 1:36         |
| 26.                 | «В подвенечном»                | 3:16         |
| 27.                 | «Эпизод 14»                    | 1:27         |
| 28.                 | «Меня среди них нет»           | 4:18         |
| 29.                 | «Эпизод 15»                    | 1:16         |
| 30.                 | «Луг золотой»                  | 1:52         |
| 31.                 | «Эпизод 16»                    | 1:39         |
| 32.                 | «По утру»                      | 2:03         |
| 33.                 | «Эпизод 17»                    | 2:31         |
| Общая длительность: | Общая длительность:            | 1:09:55      |

## Участники записи
- Илья Чёрт — вокал, химеры
- Роман Чуйков — гитара, Считывающий
- Стас Марков — бас, Скручивающий
- Денис Можин — ударные, Меняющий
- Макс Йорик — скрипка, перкуссия, Пробивающий
- От автора — Юрий Шевчук, Маша «Белка» Нефёдова
- Грифон — Андрей Органджанянц
- Собирающий — Валерий Карпенков
- Стихи — Кристина Костина, Даша Лусникова, Камила Тухтарова
- Гармонь — Андрей Костин
- Вокал — Таня «Синица» Егорова
- Клавиши — Роман Фарафонтов
- Ударные — Виктор Апекшин
- Рояль — Евгений Новожилов
- Корректор текста — Ника Куковицкая
- Звукооператор — Денис Можин
- Мастеринг — Сергей Пельмень, Юрий Щербаков
- Музыкальное сопровождение сказки — Костя «Кот» Смирнов & «Toxic Waste»